# 怀玉山大道站
怀玉山大道站位于中华人民共和国江西省南昌市红谷滩区龙兴大街与怀玉山大道交叉口，是南昌地铁4号线的地铁车站，本站于2021年12月26日和4号线一同启用。

## 车站结构
车站位于怀玉山大道与龙兴大街交叉口，为地下二层岛式车站:54。

### 楼层
| 1层  | 地面               | 出入口                         |  |  |
| -1层 | 站厅               | 自动售票机、客服中心           |  |  |
| -2层 |                    | █ 4号线 往白马山（西站南广场） |  |  |
|      | 岛式站台，左侧开门 |                                |  |  |
|      |                    | █ 4号线 往鱼尾洲（安丰）       |  |  |

### 设计
本站是4号线的特色站之一，透过提取网络虚拟符号为设计元素，打造现代化、智能化、数字化的地铁文化空间，寓意开启智能地铁新征程，展现城市网络化、数字化时代的崭新形象。

### 出入口
| 编号                   | 指示                         | 图片 | 建议前往的目的地             |
| ---------------------- | ---------------------------- | ---- | ---------------------------- |
| 出口 · 1L              | 怀玉山大道东侧，龙兴大街南侧 |      | 扬帆东街、集嘉坊路、景德镇街 |
| 出口 · 2L              | 龙兴大街北侧，怀玉山大道东侧 |      | 安丰花园、集嘉坊路、安丰街   |
| 出口 · 3L · 升降机标志 | 怀玉山大道西侧，龙兴大街北侧 |      | 安丰花园、安丰街             |
| 出口 · 4L              | 怀玉山大道西侧，龙兴大街南侧 |      | 扬帆东街、圭峰大道           |
| 註： 設有              |                              |      |                              |

## 历史
- 2016年6月8日，江西省环境保护厅发布了《南昌市轨道交通4号线一期工程拟受理情况的公示》[4]，并公布了《南昌市轨道交通4号线一期工程环境影响报告书（全文公示稿）》，由此得知本站工程名为龙岗大道站[2]。
- 2017年2月8日，南昌轨道交通集团有限公司公布了《2、3号线站点更名及4号线命名方案获批》，由此得知本站正式站名为怀玉山大道站[5]。